# Ustrój polityczny Libanu
Liban (arab. لبنان Lubnan) jest republiką demokratyczną parlamentarno-gabinetową. Głową państwa jest prezydent wybierany na 6-letnią kadencję przez Zgromadzenie Narodowe. Władza ustawodawcza należy do jednoizbowego (unikameralnego) parlamentu liczącego 128 deputowanych wybieranych w wyborach powszechnych co cztery lata. Władzę wykonawczą sprawuje rząd z premierem mianowanym przez prezydenta. Władza sądownicza jest sprawowana przez niezawisłe sądy.
Pakt Narodowy z 1943 roku ustalił klucz wyznaniowy, według którego są obsadzane stanowiska państwowe i rządowe w Libanie (prezydentem może zostać chrześcijanin maronita, premier musi być sunnitą, a szef parlamentu szyitą). W porozumieniach wspólnot religijnych z lat 1989 i 1992 ustalono równy podział tek ministerialnych, wyższych stanowisk w administracji państwowej oraz miejsc w parlamencie między przedstawicieli ludności muzułmańskiej i chrześcijańskiej; system podziału miejsc w parlamencie w zależności od wyznawanej religii nosi nazwę konfesjonalizmu a Liban jest jednym z nielicznych państw, gdzie system taki jest stosowany.